# Ухорска Вес
Ухорска Вес (слч. Uhorská Ves) насељено је мјесто са административним статусом сеоске општине (слч. obec) у округу Липтовски Микулаш, у Жилинском крају, Словачка Република.

## Становништво
| Година:    | 1994. | 2004.   | 2014.   | 2024.    |
| ---------- | ----- | ------- | ------- | -------- |
| Број људи: | 437   | 433     | 471     | 573      |
| Разлика:   |       | -0,91 % | +8,77 % | +21,65 % |

| Година:    | 2023. | 2024.   |
| ---------- | ----- | ------- |
| Број људи: | 576   | 573     |
| Разлика:   |       | -0,52 % |

Према подацима о броју становника из 2011. године насеље је имало 462 становника.